# Galium brockmannii
Galium brockmannii là một loài thực vật có hoa trong họ Thiến thảo. Loài này được Briq. mô tả khoa học đầu tiên năm 1907.